# Gunsan
Gunsan (em coreano:  군산시) é uma cidade sul-coreana localizada na província de Jeolla do Norte.